# Santo et Blue Demon contre Dracula et le loup-garou
 (septembre 2016).
Si vous disposez d'ouvrages ou d'articles de référence ou si vous connaissez des sites web de qualité traitant du thème abordé ici, merci de compléter l'article en donnant les références utiles à sa vérifiabilité et en les liant à la section « Notes et références ».
Série
Magie noire à Haïti
(1973) Las bestias del terror
(1973)
Pour plus de détails, voir Fiche technique et Distribution.
Santo et Blue Demon contre Dracula et le loup-garou (Santo y Blue Demon contra Drácula y el hombre lobo) est un film mexicain de 1973 de Miguel M. Delgado. Il fait partie de la série des Santo, el enmascarado de plata.

## Fiche technique
- Titre original : Santo y Blue Demon contra Drácula y el hombre lobo
- Titre anglais ou international : Santo and Blue Demon vs. Dracula and the Wolf Man
- Réalisation : Miguel M. Delgado
- Scénario : Alfredo Salazar
- Musique : Gustavo César Carrión
- Pays d’origine :  Mexique
- Langue originale : espagnol
- Format : couleur — 35 mm — son Mono
- Genre : action
- Durée : 90 minutes
- Dates de sortie :
  - Mexique : 26 juillet 1973
  - France : 18 juin 2015[2]

## Distribution
- El Santo : Santo
- Alejandro Moreno : Blue Demon
- Aldo Monti : Comte Dracula
- Agustín Martínez Solares : l'homme loup
- Nubia Martí : Lina